# Lapalisse

Lapalisse este o comună în departamentul Allier din centrul Franței. În 1 ianuarie 2022 avea o populație de 3.127 de locuitori.